# تپه حرحره
تپه حرحره مربوط به هزاره اول قبل از میلاد است و در شهرستان شاهرود، بخش بیارجمند، دهستان بیارجمند، جنوب روستای دستجرد واقع شده و این اثر در تاریخ ۷ اسفند ۱۳۸۶ با شمارهٔ ثبت ۲۱۴۱۳ به‌عنوان یکی از آثار ملی ایران به ثبت رسیده است.